# Stephanasterias albula
Stephanasterias albula är en sjöstjärneart som först beskrevs av William Stimpson 1853.  Stephanasterias albula ingår i släktet Stephanasterias och familjen trollsjöstjärnor. Inga underarter finns listade i Catalogue of Life.